# Carlos Casares
Pour les articles homonymes, voir Carlos Casares (homonymie) et Casares (homonymie).
Carlos Gumersindo Casares, né le 13 février 1830 à Buenos Aires et décédé le 2 mai 1883 à Magdalena, est un homme politique argentin, gouverneur de la province de Buenos Aires entre 1875 et 1878. Il a amené le train jusqu'à la ville appelée aujourd'hui Carlos Casares, dans la province de Buenos Aires.

## Biographie
Carlos Casares était le fils d'un consul espagnol, Vicente Casares, et de Gervasia Rojo. Il était l'oncle de Vicente Lorenzo del Rosario Casares, connu publiquement sous le nom de Vicente Casares. Dans sa jeunesse, il s'est consacré à l'administration de tâches rurales et commerciales, tout en allant étudier en Allemagne.
À son retour en Argentine, il est un farouche opposant du gouverneur de Buenos Aires, Juan Manuel de Rosas. Après la bataille de Caseros, en 1852, il est partisan de Bartolomé Mitre, bien qu'il rejoigne plus tard le parti dirigé par Adolfo Alsina, un opposant à ce dernier. Au cours de son gouvernorat, il a dû faire face aux conflits qui menaçait de rébellion armée d'une part et d'autonomie d'autre part. 
Pendant neuf ans, il a été président du Banco de la province de Buenos Aires et a administré le Ferrocarril del Oeste (chemin de fer de l'Ouest). En 1875, il est élu gouverneur de Buenos Aires et prend ses fonctions le 1er mai de la même année. Dans le cadre de son action gouvernementale, il a notamment autorisé la fondation de villes comme Necochea, General Conesa et l'expédition contre les indigènes du sud commandée par Adolfo Alsina, alors ministre de la Guerre et de la Marine de la Nation. Son mandat de gouverneur a pris fin en 1878.
Il est décédé en 1883 dans son ranch du partido de Magdalena, dans la province de Buenos Aires. La ville de Carlos Casares et le district du même nom portent son nom.